# Heyen
Heyen ist eine Gemeinde im Landkreis Holzminden in Niedersachsen. Sie ist Mitgliedsgemeinde der Samtgemeinde Bodenwerder-Polle.

## Geografie

### Geografische Lage
Die Gemeinde liegt mitten im Weserbergland zwischen Weseraue und Ithbörde. Das Naturschutzgebiet „Weserniederung am Heiligenberg“ befindet sich im Gemeindegebiet.

### Nachbargemeinden
Heyen grenzt im Nordwesten und Norden an die Gemeinde Emmerthal (Landkreis Hameln-Pyrmont), im Osten an Halle, im Süden an Bodenwerder und im Südwesten an Hehlen (alle Landkreis Holzminden).

## Geschichte

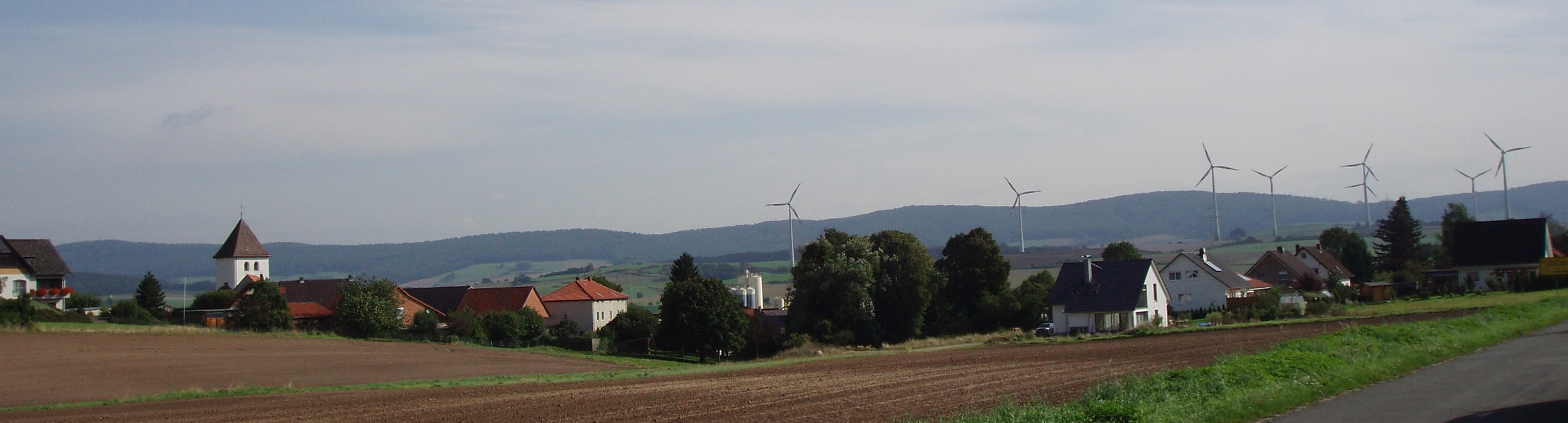
Heyen

Am ersten Juniwochenende 2004 feierte Heyen sein tausendjähriges Bestehen. Erstmals urkundlich erwähnt wurde Heyen 1004 unter dem Namen „Hegen“. Diese Bezeichnung änderte sich 1197 in „Heygen“ und bereits 1316 in die heutige Schreibweise.
Die haufenförmige Dorfanlage wurde schon früh von der Heerstraße Einbeck–Hameln durchschnitten. Um 1759 war diese Straße „stark befahren“. In dieser Zeit gab es hier auch eine Zollstätte.
Früher gehörte Heyen zum Fürstentum Braunschweig-Wolfenbüttel und war für die Christen im Umkreis Kirchort. Die Reformation wurde 1569 eingeführt. Der wuchtige Turm über einem romanischen Tonnengewölbe, heute Sakristei, bildet den ältesten Teil der Kirche. Bei Renovierungsarbeiten in den 1960er Jahren wurden romanische Fenster im Chorraum und eine Grabplatte aus dem 12./13. Jahrhundert freigelegt. Ein aus Wesersandstein gehauener Taufstein von 1625 fand dort ebenfalls seinen Platz.
Auf dem Kamm des Heiligenberges, südlich von Heyen in Richtung Bodenwerder, befinden sich die 1985 restaurierten Grundmauern einer alten Kirche. 1896 wurden bei Grabungen drei Bauphasen aus dem 11., 13. und 17. Jahrhundert nachgewiesen. Etwa 200 m südöstlich der Ruine liegt der „Ringwall“. Er zählt zu den ältesten Befestigungsanlagen im Landkreis Holzminden.
1996 lebten 558 Bürger in der Gemeinde.

## Politik

### Gemeinderat
Der Rat der Gemeinde Heyen besteht aus sieben Ratsfrauen und Ratsherren. Die Ratsmitglieder werden durch eine Kommunalwahl für jeweils fünf Jahre gewählt. Die aktuelle Amtszeit begann am 1. November 2021 und endet am 31. Oktober 2026.
Sitzverteilung:
Alle sieben Ratsherren gehören der Wählergemeinschaft Heyen (WG) an.

### Bürgermeister
Ehrenamtlicher Bürgermeister von Heyen ist Michael Zieseniß (WG). Seine Stellvertreter sind Daniel Lindemann und Johannes Sporleder (beide WG).

## Wirtschaft und Infrastruktur

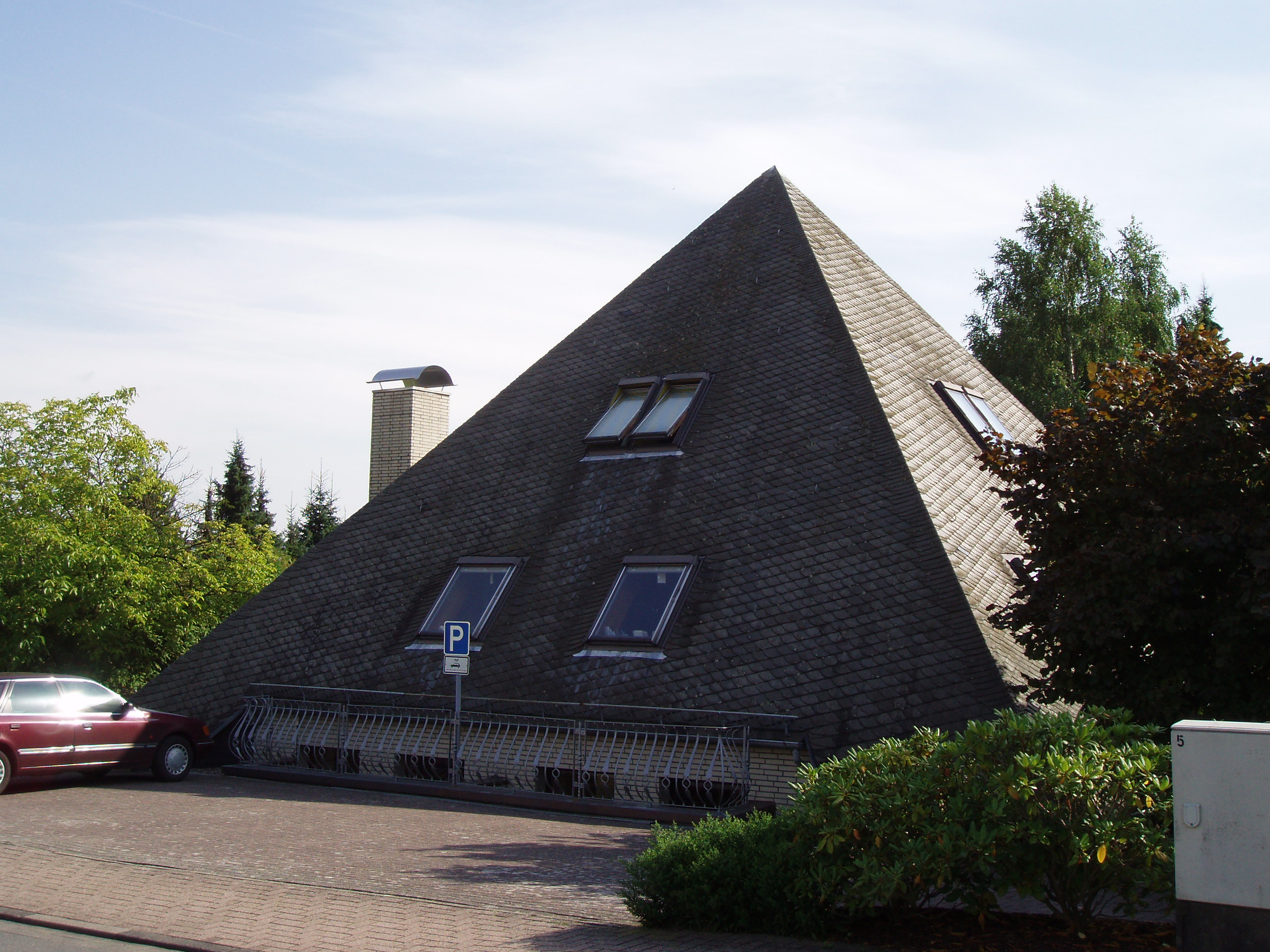
Penzels „Pyramide“, Lehrinstitut für Akupunkt-Massage

Der Ort ist vor allem durch die Land- und Forstwirtschaft geprägt, wobei der Rapsanbau zur Herstellung von Produkten aus nachwachsenden Rohstoffen zu nennen ist.
In Heyen befindet sich das Lehrinstitut für Akupunkt-Massage nach Willy Penzel.

## Persönlichkeiten
- Hermann Heinrich Pagendarm (1674–1749), ab 1713 Pastor in Heyen